# ジャン＝シャルル・タケラ
ジャン＝シャルル・タケラ（Jean-Charles Tacchella、1925年9月23日 - 2024年8月29日）は、フランスの脚本家、映画監督。シェルブール出身。

## 来歴
タケラは、マルセイユで研究をしていて、そこでは、彼はとても若く、映画について熱烈に追求していた。フランス解放を期に、パリへと発ち、19歳で批評誌『レクラン・フランセ』に入った。そこで、ジャン・ルノワール、ジャック・ベッケル、ジャン・グレミヨンといった、もっとも偉大な映画監督たちがコラボレーションをしていた。またタケラは、そこでアンドレ・バザンと知り合い、7年の間に、ニーノ・フランク、ロジェ・レーナルト、ロジェ・テロン、アレクサンドル・アストリュックと親交をもった。
エリッヒ・フォン・シュトロハイム、アンナ・マニャーニ、ヴィットリオ・デ・シーカの友人となり、アンリ・コルピとともに月刊誌『シネ・ディジェスト』を創刊した。
1948年、タケラは、バザン、ジャック・ドニオル＝ヴァルクローズ、アストリュック、クロード・モーリアック、ルネ・クレマン、ピエール・カストと前衛的シネクラブ「オブジェクティフ49」を設立、ジャン・コクトーがその会長であった。このシネクラブが、ヌーヴェルヴァーグのゆりかごとなるわけだが、初めての「作家の映画」の祭典である「呪われた映画祭」を組織し、1949年ビアリッツで開催した。同年、タケラはプロデューサーピエール・ブロンベルジェにギャグマンとして雇われる。匿名でシナリオの仕事を始め、とくにレオニード・モギー『明日では遅すぎる』ではデ・シーカとともに仕事をした。同様にまだ黎明期のテレビでも共同作業を行い、市民がそこへ参加していく最初の放送を夢想した。その後タケラはジャーナリズムの世界を離れる。
イヴ・シャンピがタケラに『悪の決算』『忘れえぬ慕情』などの脚本を書くよう依頼した。
1955年から1962年までの間に、クリスチャン＝ジャック『国境の村 La Loi, c'est la loi』、ミシェル・ボワロン『気分を出してもう一度 Voulez-vous danser avec moi ?』、アストリュック『La Longue Marche』など20ものシナリオを著した。
ジェラール・ウーリー監督とともに、とくに『大進撃La Grande Vadrouille』の初稿や『悪い女Le crime ne paie pas』などいくつかの脚本を執筆。この時代のタケラ作品で好まれたものはJean Dewever監督の『Les Honneurs de la guerre（戦争の栄光、日本未公開）』である。
1960年代初頭、タケラは脚本家としてのキャリアを中断し、自分自身が監督したい映画の企画の準備をした。いくつかの企画は頓挫し、それは1969年までつづき、監督の名のもとに撮った最初の作品『Les Derniers Hivers（最後の冬、日本未公開）』は30人の役者を使った23分の作品であった。そのころ、タケラは、テレビの連続作家という新しい経験に情熱を注いだ（1965年 - 1966年に、40時間のテレビ作品を執筆、人気を博した『Vive la vie』）。さらには戯曲作家にもなった（3作がムフタール劇場で上演された）。かくして、『Les Derniers Hivers』はタケラの名を監督としてタイトルに刻んだのだ。
さらに2年後、処女長編『Voyage en Grande Tartarie（大いなるタタールの旅、日本未公開）』を撮る。
1975年、『さよならの微笑 Cousin, cousine』が同年度フランスでの最大のヒット作のひとつとなり、目を見張る手法でアメリカの大観衆の心をも同様に掴んだ（本作の記録に匹敵するフランス映画は、25年後の『アメリ Amélie Poulain』を待たなければならないだろう）。
1984年、タケラの『C階段 Escalier C』の住人たちは、本作をある時代、ある世代、あるライフスタイルの証人にし、フランス映画の伝統（ジャン・ルノワール『ランジュ氏の犯罪 le Crime de Monsieur Lange』が起きた建築の住人たち）の中にすべてを登録した。
1981年からシネマテーク・フランセーズの理事会メンバーであり、2001年には理事長（président）、2003年には名誉理事長（理事長はクロード・ベリ、館長はセルジュ・トゥビアナ）となった。
2024年8月29日にベルサイユの自宅で死去。98歳没。

## 人物
妻はジネット・マチュー。タケラ作品を支える女優。

## フィルモグラフィー

### 主な脚本作
- 悪の決算 fr:Les héros sont fatigués イヴ・シャンピ、1955年
- 忘れえぬ慕情 fr:Typhon sur Nagasaki イヴ・シャンピ、1956年
- fr:Croquemitoufle クロード・バルマ、1959年
- fr:Les Honneurs de la guerre Jean Dewever、1960年、日本未公開
- 悪い女 fr:Le crime ne paie pas ジェラール・ウーリー、1961年
- fr:La Longue Marche アレクサンドル・アストリュック、1966年、日本未公開
- さよならの微笑 fr:Cousin, cousine、1975年 (ルイ・ドゥリュック賞、 1976年冬、タケラがジネット・ギャルサンを伴って現れたラヴァル劇場で、本作の披露と同時に受賞が発表された)
- fr:Croque la vie、1981年、日本未公開
- C階段 fr:Escalier C、1985年
- 巴里を追いかけて fr:Travelling avant、1987年
- 今ひとたび fr:Cousins ジョエル・シュマッカー, 1989年、『さよならの微笑』のハリウッドリメイク
- 宮廷円舞曲 fr:Dames galantes、1990年
- fr:L'Homme de ma vie、1992年、日本未公開
- fr:Tous les jours dimanche、1994年、日本未公開
- fr:Les Gens qui s'aiment、2000年、日本未公開

### 監督作（短編）
- fr:Les Derniers Hivers、1970年、日本未公開
- fr:Une belle journée、1972年、日本未公開

### 監督作（長編）
- fr:Voyage en Grande Tartarie、1973年、日本未公開
- さよならの微笑 fr:Cousin, cousine、1975年
- fr:Le Pays bleu、1977年、日本未公開
- fr:Il y a longtemps que je t'aime、1979年、日本未公開
- fr:Croque la vie、1981年、日本未公開
- C階段 fr:Escalier C、1985年
- fr:Cour d'assises、1986年、日本未公開
- 巴里を追いかけて fr:Travelling avant、1987年
- 宮廷円舞曲 fr:Dames galantes、1990年
- fr:L'Homme de ma vie、1992年、日本未公開
- fr:Tous les jours dimanche、1994年、日本未公開
- fr:Les Gens qui s'aiment、2000年、日本未公開